# Johann Strauss Orchestra

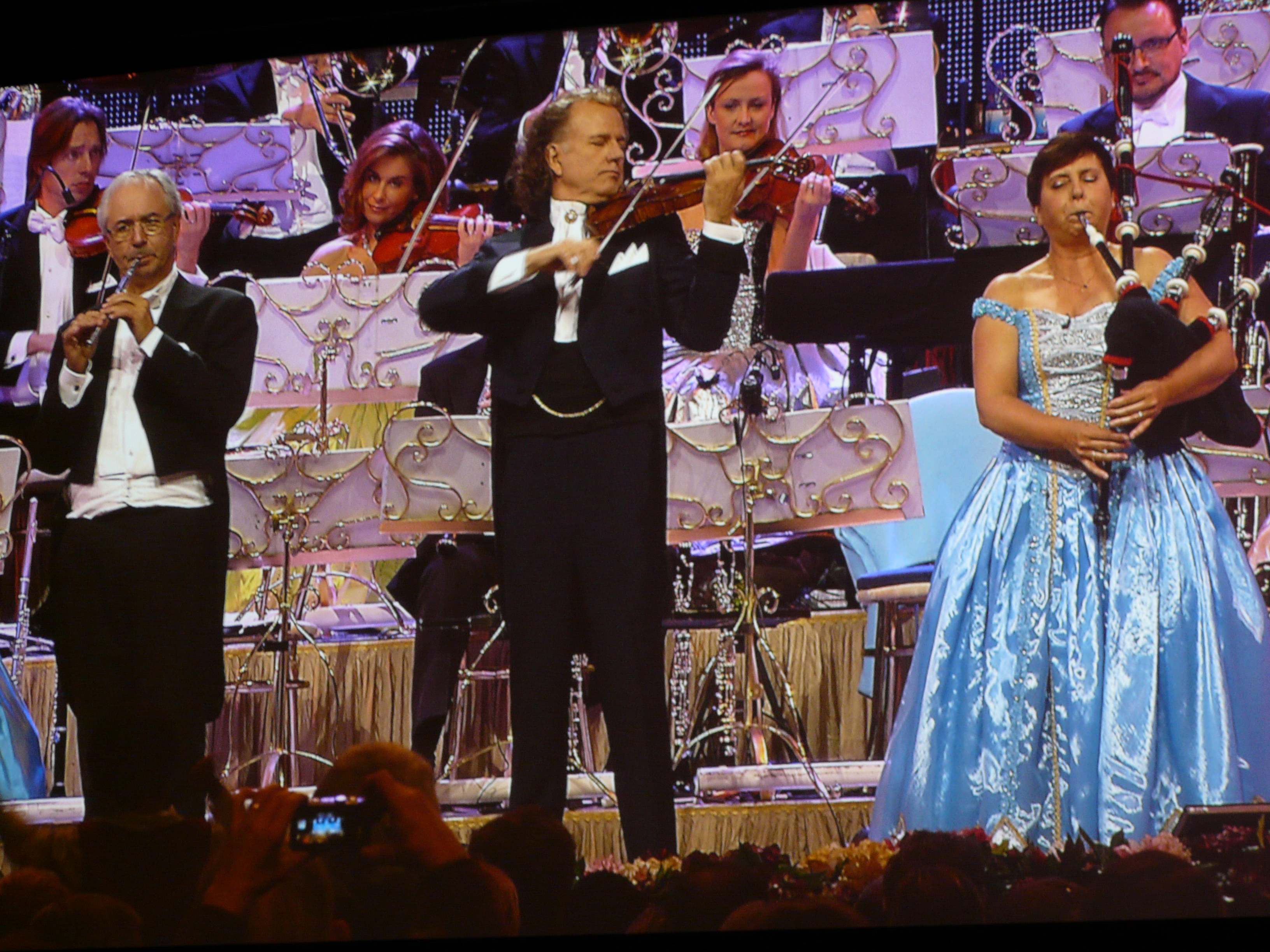
A Johann Strauss Orchestra durante um concerto no Ziggo Dome, em Am(e)sterdã(o)

A Johann Strauss Orchestra é uma orquestra holandesa. A orquestra foi fundada como um grupo de doze membros em 1987 pelo maestro e violinista André Rieu. Mais tarde, a orquestra foi expandida e passou a conter entre quarenta e cinquenta membros. Além dos próprios músicos, a orquestra também passou a realizar concertos com cantores e músicos convidados, como os Platin Tenöre. Desde sua criação, a orquestra realizou concertos por todo o mundo e recebeu dois prêmios no World Music Awards.

## Membros
- Solistas: Carla Maffioletti, Carmen Monarcha, Mirusia Louwerse e Kimmy Skota.
- Primeiro violino: Jet Gelens, Frank Steijns, Lin Jong, Kremy Mineva, Freya Cremers, Diana Morsinkhof, Boris Goldenblank, Els Mercken, Vincenzo Viola, Lara Meuleman, Anne-Lise Parrotte,Sophie Gabriels.
- Segundo violino: Cord Meyer,Agnes Fizzano-Walter e Jennifer Kowalski.
- Viola: Klaartje Polman, Pierre Colen, Linda Custers, Nadejda Diakoff.
- Violoncelo: Tanja Derwahl, Margriet van Lexmond, Hanneke Roggen, Joëlle Tonnaer, Karin Hinze.
- Baixo duplo: Roland Lafosse, Jean Sassen, Franco Vulcano.
- Piano: Stéphanie Detry.
- Sintetizador: Ward Vlasveld.
- Oboé: Arthur Cordewener.
- Flauta: Teun Ramaekers, Nathalie Bolle.
- Trompete: Roger Diederen, René Henket.
- Clarinete/saxofone: Manoe Konings.
- saxofone: Sanne Mestrom.
- Trombone: Ruud Merx.
- Trompa: Noël Perdaens.
- Acordeão/Trombone: Leon van Wijk.
- Tuba: Ton Maessen.
- bateria/percussão: Marcel Falize, Mireille Brepols, Ronald Gerards,Glenn Falize.
- Coro: Nicolle Steins, Karin Haine, Judith Luesink, Anna Reker, Kalki Schrijvers, Virginie Wetzels
- Violino: André Rieu